# Тошкемнур
Тошкемну́р (рос. Тошкемнур, марій. Яндемыр почиҥга) — присілок у складі Параньгинського району Марій Ел, Росія. Входить до складу Усолинського сільського поселення.

## Населення
Населення — 33 особи (2010; 59 у 2002).
Національний склад (станом на 2002 рік):
- марі — 96 %